# Генеральная ассамблея Виргинии
Генера́льная ассамбле́я Вирги́нии (англ. Virginia General Assembly) — законодательный орган штата Виргиния и старейший в Западном полушарии, созданный 30 июля в 1619 года. Состоит из двух палат — Палаты делегатов Виргинии (нижней) и Сената Виргинии (верхней). В Генеральную ассамблею входят 140 выборных представителей от избирательных округов штата — 100 в Палату делегатов и 40 — в Сенат. Палата делегатов заседает под председательством спикера палаты, а Сенат возглавляет лейтенант-губернатор Виргинии. Каждый орган выбирает из своих членов секретаря и парламентского пристава.
По состоянию на январь 2012 года большинство в Палате делегатов принадлежало Республиканской партии, а в Сенате количество мест демократов и республиканцев одинаково (по 20 членов).

## Капитолий
Генеральная ассамблея располагается в столице штата городе Ричмонде и проводит свои заседания в капитолии штата Виргиния. Проект капитолия был разработан Томасом Джефферсоном в 1788 году; позднее, в 1904 году, здание было расширено. Во время американской гражданской войны здание использовалось в качестве капитолия Конфедерации, и в нём располагался Конгресс Конфедеративных штатов Америки. Здание было реконструировано в период между 2005 и 2006 годами. Сенаторы и делегаты имеют свои офисы в здании Генеральной ассамблеи через улицу прямо к северу от капитолия. Губернатор штата Виргиния живёт через улицу прямо к востоку от Капитолия в особняке губернатора Виргинии.

## История
Генеральная ассамблея Виргинии является старейшим законодательным органом в Западном полушарии. Её история начинается 30 июля 1619 года, когда была создана Палата Бюргеров в Джеймстауне. Просуществовав там с 1619 по 1699 год, она переехала в Уильямсберг и стала заседать в уильямсбергском капитолии. Став Генеральной ассамблеей в 1776 году и ратифицировав конституцию Виргинии, парламент переехал в столицу штата Ричмонд во время губернаторства Томаса Джефферсона.

## Зарплата
Годовая зарплата сенаторов составляет 18 000 $, делегатов — 17 640 $.
По конституции Виргинии сенаторы и делегаты должны быть не моложе 21 года на момент выборов и являться жителями округа, который они представляют. При этом сенатор или делегат, покинувший свою резиденцию в округе, по которому он избран, должен освободить занимаемую им должность.
Конституция штата также определяет, что ассамблея собирается ежегодно, и период сессии составляет максимум 60 дней (в чётные годы) или 45 дней (в нечётные годы), если период не будет продлён 2/3 депутатов от обеих палат. Губернатор Виргинии может созвать специальную сессию Генеральной ассамблеи, когда, по его мнению, «этого может потребовать интерес Содружества Виргинии», и также может объявить созыв специальной сессии по заявлению двух третей членов от каждой палаты.